# Вишняковская улица
Вишняковская улица (укр. Вишняківська вулиця) — улица в Дарницком районе города Киева, местность Осокорки (10-й и 11-й микрорайоны). Пролегает от улицы Ларисы Руденко до улицы Ревуцкого.
Не примыкают улицы.

## История
Улица возникла в начале 1990-х годов — с началом строительства 10-го микрорайона — под названием Новая. Современное название в честь Вишняковского ручья — с 1993 года.

## Застройка
Застройка улицы представлена многоэтажными домами. Чётная сторона улицы относится к 10-му микрорайону, нечётная — 11-му.
1. храм Блаженной Ксении Петербуржской (УПЦ МП) (дом № 1а)
2. почтовое отделение «Киев–140» (02140) (дом № 6а)
3. дошкольное учебное заведение № 149 (дом № 12б)